# Johnny Egan
Pour les articles homonymes, voir Egan.
Johnny Egan, né le 31 janvier 1939 à Hartford, au Connecticut, et mort le 21 juillet 2022, est un ancien joueur et entraîneur américain de basket-ball. Il évolue au poste de meneur.

## Palmarès
- NIT 1961